# Japan Women's Open Tennis
El Japan Women's Open Tennis, és un torneig de tennis professional que es disputa anualment sobre pista dura al Regional Park Tennis Stadium d'Hiroshima, Japó. Pertany als International Tournaments del circuit WTA femení.
El torneig es va inaugurar l'any 2009 quan les proves femenines es van escindir del torneig de Tòquio que se celebrava conjuntament, i es va inaugurar a l'Utsubo Tennis Center d'Osaka. En les primeres edicions es coneixia amb el nom de HP Open pel patrocini de l'empresa Hewlett-Packard. L'organització va retornar la celebració del torneig a Tòquio l'any 2015, al recinte Ariake Coliseum. En el 2018 es van traslladar a l'emplaçament actual d'Hiroshima.
L'australiana Samantha Stosur és l'única que ha reeditat el títol amb un total de tres ocasions, mentre que la japonesa Shuko Aoyama ha guanyat el títol també en tres ocasions en dobles, cadascun amb una parella diferent.

## Palmarès

### Individual femení
| Localització | Any               | Campiona                                          | Finalista                                         | Resultat                                          |
| ------------ | ----------------- | ------------------------------------------------- | ------------------------------------------------- | ------------------------------------------------- |
| Osaka        | WTA 250           | WTA 250                                           | WTA 250                                           | WTA 250                                           |
| Osaka        | 2024              | Suzan Lamens                                      | Kimberly Birrell                                  | 6−0, 6−4                                          |
| Osaka        | 2023              | Ashlyn Krueger                                    | Zhu Lin                                           | 6−3, 7−6(6)                                       |
| Hiroshima    | 2022              | No celebrat                                       | No celebrat                                       | No celebrat                                       |
| Hiroshima    | 2021              | Torneig suspès a causa de la pandèmia de COVID-19 | Torneig suspès a causa de la pandèmia de COVID-19 | Torneig suspès a causa de la pandèmia de COVID-19 |
| Hiroshima    | WTA International |                                                   |                                                   |                                                   |
| Hiroshima    | 2020              | Torneig suspès a causa de la pandèmia de COVID-19 | Torneig suspès a causa de la pandèmia de COVID-19 | Torneig suspès a causa de la pandèmia de COVID-19 |
| Hiroshima    | 2019              | Nao Hibino                                        | Misaki Doi                                        | 6−3, 6−2                                          |
| Hiroshima    | 2018              | Hsieh Su-wei                                      | Amanda Anisimova                                  | 6−2, 6−2                                          |
| Tòquio       | 2017              | Zarina Diyas                                      | Miyu Kato                                         | 6−2, 7−5                                          |
| Tòquio       | 2016              | Christina McHale                                  | Kateřina Siniaková                                | 3−6, 6−4, 6−4                                     |
| Tòquio       | 2015              | Yanina Wickmayer                                  | Magda Linette                                     | 4−6, 6−3, 6−3                                     |
| Osaka        | 2014              | Samantha Stosur (3)                               | Zarina Dias                                       | 7−6(7), 6−3                                       |
| Osaka        | 2013              | Samantha Stosur                                   | Eugenie Bouchard                                  | 3−6, 7−5, 6−2                                     |
| Osaka        | 2012              | Heather Watson                                    | Chang Kai-chen                                    | 7−5, 5−7, 7−6(4)                                  |
| Osaka        | 2011              | Marion Bartoli                                    | Samantha Stosur                                   | 6−3, 6−1                                          |
| Osaka        | 2010              | Tamarine Tanasugarn                               | Kimiko Date Krumm                                 | 7−5, 6−7(4), 6−1                                  |
| Osaka        | 2009              | Samantha Stosur                                   | Francesca Schiavone                               | 7−5, 6−1                                          |

### Dobles femenins
| Localització | Any               | Campiones                                         | Finalistes                                        | Resultat                                          |
| ------------ | ----------------- | ------------------------------------------------- | ------------------------------------------------- | ------------------------------------------------- |
| Osaka        | WTA 250           | WTA 250                                           | WTA 250                                           | WTA 250                                           |
| Osaka        | 2024              | Ena Shibahara Laura Siegemund                     | Cristina Bucșa Monica Niculescu                   | 3−6, 6−2, [10−2]                                  |
| Osaka        | 2023              | Anna-Lena Friedsam Nadiia Kichenok                | Anna Kalinskaya Yulia Putintseva                  | 7−6(3), 6−3                                       |
| Hiroshima    | 2022              | No celebrat                                       | No celebrat                                       | No celebrat                                       |
| Hiroshima    | 2021              | Torneig suspès a causa de la pandèmia de COVID-19 | Torneig suspès a causa de la pandèmia de COVID-19 | Torneig suspès a causa de la pandèmia de COVID-19 |
| Hiroshima    | WTA International |                                                   |                                                   |                                                   |
| Hiroshima    | 2020              | Torneig suspès a causa de la pandèmia de COVID-19 | Torneig suspès a causa de la pandèmia de COVID-19 | Torneig suspès a causa de la pandèmia de COVID-19 |
| Hiroshima    | 2019              | Misaki Doi Nao Hibino                             | Christina McHale Valéria Savinikh                 | 6−6, 6−4, [10−4]                                  |
| Hiroshima    | 2018              | Eri Hozumi Zhang Shuai                            | Miyu Kato Makoto Ninomiya                         | 6−2, 6−4                                          |
| Tòquio       | 2017              | Shuko Aoyama Yang Zhaoxuan                        | Monique Adamczak Storm Sanders                    | 6−0, 2−6, [10−5]                                  |
| Tòquio       | 2016              | Shuko Aoyama Makoto Ninomiya                      | Jocelyn Rae Anna Smith                            | 6−3, 6−3                                          |
| Tòquio       | 2015              | Chan Hao-ching Chan Yung-jan                      | Misaki Doi Kurumi Nara                            | 6−1, 6−2                                          |
| Osaka        | 2014              | Shuko Aoyama Renata Voráčová                      | Lara Arruabarrena Tatjana Maria                   | 6−1, 6−2                                          |
| Osaka        | 2013              | Kristina Mladenovic Flavia Pennetta               | Samantha Stosur Zhang Shuai                       | 6−4, 6−3                                          |
| Osaka        | 2012              | Raquel Kops-Jones Abigail Spears                  | Kimiko Date-Krumm Heather Watson                  | 6−1, 6−4                                          |
| Osaka        | 2011              | Kimiko Date Krumm Zhang Shuai                     | Vania King Iaroslava Xvédova                      | 7−5, 3−6, [11−9]                                  |
| Osaka        | 2010              | Chang Kai-chen Lilia Osterloh                     | Shuko Aoyama Rika Fujiwara                        | 6−0, 6−3                                          |
| Osaka        | 2009              | Chuang Chia-jung Lisa Raymond                     | Chanelle Scheepers Abigail Spears                 | 6−2, 6−4                                          |